# Pensilvanijski njemački
Pensilvanijski njemački (ISO 639-3: pdc; pensilvasnijski nizozemski, pennsylvanish), jedan od zapadnih srednjonjemačkih jezika s brojnim dijalektima kojima se služi najmanje 100 000 Pensilvanijskih Nizozemaca u američkim državama Pennsylvania, New York, Ohio, Indiana, Iowa, Kansas, Oklahoma, Virginia, Zapadna Virginia i Florida, i oko 15 000 u Kanadi. 
Svih skupa, etničkih, ima ih oko 200 000. Jednim od pensilvanijskih dijalekata govore i Amiši.

## Vanjske poveznice
- wikipedija na pensilvanijskom njemačkom jeziku
- Ethnologue (14th)
- Ethnologue (15th)
- Ethnologue (16th)